# Synodontis fuelleborni
 Synodontis fuelleborni és una espècie de peix de la família dels mochòkids i de l'ordre dels siluriformes. Fa ser descrit per F. Hilgendorf el 1903.

## Morfologia
Els adults poden assolir els 19,2 cm de llargària total.

## Distribució geogràfica
Es troba a Àfrica: Tanzània.